# François Juranville
'François Juranville' est un cultivar de rosier grimpant obtenu en 1906 par le rosiériste français René Barbier,. Il est toujours commercialisé et visible dans les grandes roseraies du monde.

## Description
'François Juranville' est un rosier moderne grimpant hybride de Rosa wichuraiana, issu du croisement de Rosa wichuraiana Crép. syn. x 'Madame Laurette Messimy'.
Le buisson est grimpant pouvant atteindre en moyenne de 455 cm à 760 cm de hauteur pour une envergure de 305 cm. Son feuillage dense est vert foncé et brillant. Ses fleurs délicates et ébouriffées de 7 à 9 cm sont rose pâle avec parfois des nuances jaunes ; elles sont légèrement parfumées à senteurs de pomme. Ce sont des fleurs triploïdes doubles à 17-25 pétales qui fleurissent en petits groupes, en quartiers. La floraison de ce cultivar n'est pas remontante.
Sa zone de rusticité est de 4b à 9b, il s'agit donc d'une plante très résistante aux froids rigoureux. Il est nécessaire de le palisser sur une treille, une pergola, des fils tendus afin de le guider sur son support.
On peut l'admirer à la roseraie Jean-Dupont d'Orléans.